# Karl Gustaf Dahlgren
Karl Gustaf Dahlgren, född 24 april 1932 i Stora Tuna, är en svensk tecknare och scenograf.

## Biografi
Dahlgren studerade vid Konstakademien i Stockholm 1952 för Sven X:et Erixson och Bror Hjorth. Mellan 1951 och 1967 arbetade han som scenograf vid flera av landets teatrar. Hans konst består av kraftfulla akvareller och expressionistiska oljemålningar. Bland hans offentliga arbeten märktes tidigare utsmyckningen Sommargången vid Hässleholms sjukhus, som sedan mars 2018 är övermålad. Dahlgren är representerad vid Nationalmuseum med dekorerade tallrikar, Helsingborgs museum och i ett flertal kommuner och landsting.
Han är gift med konstnären Anette Danielson-Dahlgren.

## Teater

### Scenografi
| År   | Produktion                                                             | Upphovsmän                                                                                 | Regi                       | Teater                           | Noter                 |
| ---- | ---------------------------------------------------------------------- | ------------------------------------------------------------------------------------------ | -------------------------- | -------------------------------- | --------------------- |
| 1955 | Judas Un nommé Judas                                                   | Claude-André Puget och Pierre Bost                                                         | Lars Barringer             | Upsala-Gävle stadsteater         |                       |
| 1957 | Hans excellens betjänten                                               | Ladislaus Bus-Fekete                                                                       | Lars Barringer             | Upsala-Gävle stadsteater         |                       |
| 1957 | Det gäller miljonen To Dorothy, a Son                                  | Roger MacDougall                                                                           | Lars Barringer             | Upsala-Gävle stadsteater         |                       |
| 1957 | Frieriet Женитьба, Zhenit'ba                                           | Nikolai Gogol                                                                              | Anita Blom                 | Parkteatern                      |                       |
| 1957 | Den fantastiske herr Pennypacker The Remarkable Mr. Pennypacker        | Liam O'Brien                                                                               | Mats Johansson             | Folkteatern, Göteborg            |                       |
| 1957 | Isak Juntti hade många söner                                           | Björn-Erik Höijer                                                                          | Gunnar Ekström             | Folkteatern, Göteborg            |                       |
| 1958 | Hjälten på den gröna ön The Playboy of the Western World               | John Millington Synge Översättning Bengt Anderberg                                         | Mats Johansson             | Folkteatern, Göteborg            |                       |
| 1958 | Turturduvans röst The Voice of the Turtle                              | John van Druten                                                                            | Lars Gerhard Norberg       | Folkteatern, Göteborg            |                       |
| 1958 | Spöket på Canterville The Canterville Ghost                            | Oscar Wilde Bearbetning Bernt Callenbo                                                     | Åke Edin                   | Riksteatern                      |                       |
| 1958 | Festen snart förbi                                                     | Axel Strindberg                                                                            | Kåre Santesson             | Borås kretsteater                |                       |
| 1959 | Kapten Kid                                                             | Tore Zetterholm                                                                            | Mats Johansson             | Folkteatern, Göteborg            |                       |
| 1959 | Romans på slottet                                                      | Staffan Tjerneld och Kai Normann Andersen                                                  | Jackie Söderman            | Folkteatern, Göteborg            |                       |
| 1959 | Fridas visor eller Oscars fyra bekymmer eller En vecka i Lilla Paris   | Gösta Sjöberg                                                                              | Frank Sundström            | Helsingborgs stadsteater         | Scenografi och kostym |
| 1959 | Generalen på skolbänken L'Hurluberlu                                   | Jean Anouilh                                                                               | Palle Granditsky           | Helsingborgs stadsteater         |                       |
| 1959 | Som ni behagar As you Like it                                          | William Shakespeare Översättning Hjalmar Gullberg och Carl August Hagberg                  | Frank Sundström            | Helsingborgs stadsteater         | Scenografi och kostym |
| 1960 | Femfingerövning Five Finger Exercise                                   | Peter Shaffer Översättning Birgitta Hammar                                                 | Frank Sundström            | Helsingborgs stadsteater         |                       |
| 1960 | Lilla helgonet Mam'zelle Nitouche                                      | Hervé, Henri Meilhac och Albert Millaud Bearbetning Kar de Mumma                           | Frank Sundström            | Helsingborgs stadsteater         |                       |
| 1960 | Anne Franks dagbok The Diary of Anne Frank                             | Frances Goodrich och Albert Hackett Översättning Göran O. Eriksson och Lill-Inger Eriksson | Frank Sundström            | Helsingborgs stadsteater         |                       |
| 1960 | Jag älskar dig, markatta Private Lives                                 | Noël Coward Översättning Sonja Bergvall                                                    | Palle Granditsky           | Helsingborgs stadsteater         |                       |
| 1961 | Miraklet The Miracle Worker                                            | William Gibson Översättning Jan Olof Olsson                                                | Frank Sundström            | Helsingborgs stadsteater         |                       |
| 1961 | Så tuktas kärleken La Répétition ou l'Amour puni                       | Jean Anouilh                                                                               | Eva Sköld                  | Helsingborgs stadsteater         |                       |
| 1961 | Ung och grön Salad Days                                                | Dorothy Reynolds och Julian Slade                                                          | Frank Sundström Jan Hemmel | Helsingborgs stadsteater         |                       |
| 1961 | Den farliga vänskapen La Seconde Surprise de l’amour                   | Pierre de Marivaux                                                                         | Frank Sundström            | Uppsala stadsteater              |                       |
| 1961 | Lögnhalsen Billy Liar                                                  | Keith Waterhouse och Willis Hall Översättning Marianne Höök                                | Michael Elliott            | Uppsala stadsteater              |                       |
| 1961 | Romeo och Julia Romeo and Juliet                                       | William Shakespeare Översättning Björn Collinder                                           | Frank Sundström            | Uppsala stadsteater              |                       |
| 1962 | Karl XII                                                               | August Strindberg                                                                          | Frank Sundström            | Uppsala stadsteater              |                       |
| 1963 | I hemligaste laget Out of Bounds                                       | Arthur Watkyn Översättning Rudolf Wendbladh                                                | Sture Ericson              | Norrköping-Linköping stadsteater |                       |
| 1963 | Öron till att höra — Ögon till att se The Private Ear — The Public Eye | Peter Shaffer Översättning Sven Barthel                                                    | Lars Barringer             | Norrköping-Linköping stadsteater |                       |
| 1964 | Blå tulpaner La robe mauve de Valentine                                | Françoise Sagan Översättning Evert Lundström                                               | John Zacharias             | Norrköping-Linköping stadsteater |                       |
| 1964 | Marius                                                                 | Marcel Pagnol Översättning Lill-Inger och Göran O. Eriksson                                | Bertil Norström            | Norrköping-Linköping stadsteater |                       |
| 1964 | Grop åt andra La grande oreille                                        | Pierre-Aristide Bréal Översättning Sven Stolpe                                             | Lars Barringer             | Norrköping-Linköping stadsteater | Scenografi och kostym |
| 1965 | Fallet Oppenheimer In der Sache J. Robert Oppenheimer                  | Heinar Kipphardt Översättning Vera och Erwin Leiser                                        | John Zacharias             | Norrköping-Linköping stadsteater |                       |
| 1965 | Huset                                                                  | Werner Aspenström                                                                          | Sture Ericson              | Norrköping-Linköping stadsteater |                       |
| 1966 | Människan — detta underliga djur Cet animal étrange                    | Gabriel Arout Översättning Lennart Lagervall                                               | Bertil Norström            | Norrköping-Linköping stadsteater | Scenografi och kostym |
| 1966 | De tolv                                                                | Bengt V. Wall                                                                              | Lars Gerhard Norberg       | Norrköping-Linköping stadsteater |                       |